# 七英里 (亞利桑那州)
七英里（英語：Seven Mile）是位於美國亞利桑那州納瓦霍縣的一個人口普查指定地區。根據2010年美國人口普查，該地人口為707人，而該地的面積約為5.88平方千米。

## 地理
七英里的座標為33°47′18″N 109°57′32″W / 33.78833°N 109.95889°W，而該地最高點為海拔高度2021米（即6629英尺）。